# 埃德蒙·比亞
埃德蒙·阿方斯·萊昂·比亞（法語：Edmond Alphonse Léon Buat；1868年9月17日—1923年12月30日），法國陸軍將領，曾在第一次世界大戰西線戰場擔任要職，後擔任法軍總參謀長。

## 生平

### 早年
比亞於1868年9月17日出生在法蘭西帝國香檳沙隆，父親塞萊斯坦·奧班·萊昂·比亞（Célestin Aubin Léon Buat，1834—1910）是法國工程兵軍官，母親瑪麗·普恩斯萊（Marie Poincelet，1849—？）生於梅斯城附近的馬尼，導致比亞一生都對阿爾薩斯-洛林歸屬問題相當敏感。少時，其父轉調至南特後，他在當地的一所中學就讀。1887年，他考入综合理工学院，於1891年畢業，成為砲兵中尉。1893年3月18日他在巴黎同一位將軍之女讓娜·布貝（Jeanne Bubbe，1870-1962）結婚。
1895年，比亞以第一名的成績考取高等軍事學院，被時任學院教師夏爾·朗勒扎克與費迪南·福煦教導。1897年，他以班級第二名的成績畢業，並獲得上尉軍銜。他在駐紮於香檳沙隆的第25砲兵團服役兩年後，於1900年被任命為第6步兵旅旅長。翌年，他成為高等戰爭學院新任校長亨利·博納爾的副官，後來擔任里昂總督和高級戰爭委員會成員亨利·德拉克魯瓦將軍的副官。 1909年至1911年，他擔任第25砲兵團支隊的指揮官，並於1912年擔任戰爭辦公室的職員，參與博羅季諾戰役紀念活動。1913年，他晉升為中校，並被任命為法國高等軍事學院軍事史和戰術客座教授。